# Dietlind Falk
Dietlind Falk (geboren 1985) ist eine deutsche literarische Übersetzerin.

## Leben
Dietlind Falk wuchs im Ruhrgebiet auf. Sie studierte literarische Übersetzung an der Universität Düsseldorf und arbeitet seither als freie Übersetzerin. 2017 veröffentlichte sie mit Das Letzte ihren ersten Roman.

## Werke (Auswahl)
- Das Letzte : Roman. Albino, Berlin 2017
- No Regrets: Roman, Hanser 2023

Übersetzungen
- Octavia E. Butler: Die Parabel der Talente. Deutsche Erstausgabe. Übersetzung Dietlind. Heyne, München 2024[1]
- Octavia E. Butler: Die Parabel vom Sämann. Übersetzung Dietlind Falk. Heyne, München 2023[2]
- Bertrand Piccard: Die richtige Flughöhe. Wie wir Ballast abwerfen und ein besseres Leben führen können. Übersetzung Lisa Kögeböhn, Dietlind Falk. München : Piper August 2017
- Jeanne Siaud-Facchin: Zu intelligent, um glücklich zu sein? Was es heißt, hochbegabt zu sein. Übersetzung Dietlind Falk. Goldmann, München 2017
- Claire Bidwell Smith: Ich ohne euch. Wie ich meine Eltern verlor und mich selbst fand. Übersetzung Dietlind Falk. Mosaik, München 2015
- Edward Rutherfurd: Paris Roman einer Stadt. Übersetzung Lisa Kögeböhn, Dietlind Falk. Karl Blessing, München 2014
- Susan Spencer-Wendel, Bret Witter: Bevor ich gehe Für meine Kinder – Eine sterbenskranke Mutter nimmt Abschied vom Leben. Übersetzung Dietlind Falk; Lisa Kögeböhn; Johanna Wais. Random House, München 2013
- Kevin Maher: Nichts für Anfänger. Roman. Übersetzung Dietlind Falk. Blessing, München 2013
- Mark Haddon: Das rote Haus. Roman. Übersetzung Dietlind Falk. Heyne, München 2012
- John Kralik: Einfach Danke sagen. Wie ein kleines Wort in meinem Leben große Wirkung zeigte. Übersetzung Dietlind Falk. Random House, München 2012
- Patrick Lapeyre: Das Leben ist kurz und voller Begierden : Roman. Blessing, München 2011
- Leïla B.: Liebe auf Arabisch : Vier Frauen sprechen über Sex, Ehebruch und ihre intimsten Geheimnisse. Übersetzung Dietlind Falk. Random House, München 2011